# Maserati Bora
Maserati Bora (Tipo 117) är en sportbil, tillverkad av den italienska biltillverkaren Maserati mellan 1971 och 1980.
Sedan Lamborghini presenterat sin Miura stod det klart att en supersportbil måste ha mittmotor. Maseratis bidrag till klassen var Bora, som tillverkades i 564 exemplar.
Varianter:
| Modell      | Motor              | Cylindervolym | Effekt | Bränslesystem               |
| ----------- | ------------------ | ------------- | ------ | --------------------------- |
| Tipo 117/47 | 8-cyl V-motor dohc | 4719 cm³      | 310 hk | 4 st Weber 42DCNF förgasare |
| Tipo 117/49 | 8-cyl V-motor dohc | 4930 cm³      | 320 hk | 4 st Weber 42DCNF förgasare |